# Mistrovství světa v házené žen o 11 hráčích 1956
2. mistrovství světa  v házené žen o jedenácti hráčích proběhlo ve dnech 1. – 8. července v Německu.
Mistrovství se zúčastnilo šest mužstev, rozdělených do dvou tříčlenných skupin. Vítězové skupin hráli finále, týmy na druhém místě hrály o třetí místo a týmy na třetím místě o páté místo. Mistrem světa se stal tým Rumunska.

## Výsledky a tabulky

### Skupina A
|    |            | GER | HUN | YUG | V | R | P | Skóre | B |
| 1. | Německo    | *** | 4:4 | 5:2 | 1 | 1 | 0 | 9:6   | 3 |
| 2. | Maďarsko   | 4:4 | *** | 5:4 | 1 | 1 | 0 | 9:8   | 3 |
| 3. | Jugoslávie | 2:5 | 4:5 | *** | 0 | 0 | 2 | 6:10  | 0 |

### Skupina B
|    |          | ROM | AUT | FRA | V | R | P | Skóre | B |
| 1. | Rumunsko | *** | 3:1 | 5:2 | 2 | 0 | 0 | 8:3   | 4 |
| 2. | Rakousko | 1:3 | *** | 4:4 | 0 | 1 | 1 | 5:7   | 1 |
| 3. | Francie  | 2:5 | 4:4 | *** | 0 | 1 | 1 | 6:9   | 1 |

### Finále
| Rumunsko   | - | Německo  | 6:5 (3:1) |
| O 3. místo |   |          |           |
| Maďarsko   | - | Rakousko | 8:6       |
| O 5. místo |   |          |           |
| Jugoslávie | - | Francie  | 10:3      |

## Konečné pořadí
| 2. | Mistrovství světa | Z | V | R | P | Skóre | B |
| -- | ----------------- | - | - | - | - | ----- | - |
| 1. | Rumunsko          | 3 | 3 | 0 | 0 | 14:8  | 6 |
| 2. | Německo           | 3 | 1 | 1 | 1 | 14:12 | 3 |
| 3. | Maďarsko          | 3 | 2 | 1 | 0 | 17:14 | 5 |
| 4. | Rakousko          | 3 | 0 | 1 | 2 | 11:15 | 1 |
| 5. | Jugoslávie        | 3 | 1 | 0 | 2 | 16:13 | 2 |
| 6. | Francie           | 3 | 0 | 1 | 2 | 9:19  | 1 |

## Soupisky[1]
1.  Rumunsko
| - Ileana Colesnicov - Lucia Dobre - Victoria Dumitrescu - Irina Günther - Magda Haberpursch | - Eleana Jianu - Irina Nagy - Elena Padureanu - Aurora Popescu - Carolina Raceanu | - Aurelia Salageanu - Maria Scheip - Ana Starck - Iosefina Ugron - Mora Windt |

2.  Německo
| - Hildegard Anderla - Ursula Burmeister - Anneliese Götz-Hagdorn - Trudel Hannen - Ursula Hintze | - Ursula Kusserow - Annemarie Kübert-Becker - Gertrud Künzler - Lisa Müller-Wiedler - Sigrid Röthig-Panse | - Rosemarie Schöne - Mina Steiner-Zimoni - Ingeborg Walther-Lirka - Christa Warns - Edith Wendrich |

3.  Maďarsko
| - Erzsebet Antal - Edit Bödö - Rozalia Dedrak - Jolan Durian - Laszlone Furman | - Hedvig Gorencz - Ilona Hamori - Gabriella Holecz - Maria Lehoczki - Maria Mak | - Maria Molnar - Gizella Simon - Lidia Simonek - Hilda Teleki - Maria Tramita |

## Kvalifikace
| Jugoslávie | - | Nizozemsko | 7:6 |
| Rumunsko   | - | Polsko     | 3:2 |

- Jugoslávie a Rumunsko postoupili na mistrovství světa.